# Calvi, Haute-Corse
Calvi là một xã trong vùng hành chính Corse, thuộc tỉnh Haute-Corse, quận Calvi (quận), tổng Calvi. Calvi nằm trên độ cao trung bình là 81 mét trên mực nước biển, có điểm thấp nhất là 0 mét và điểm cao nhất là 700 mét. Xã có diện tích 31,2 km², dân số vào thời điểm 1999 là 5177 người; mật độ dân số là 165 người/km².

## Thông tin nhân khẩu
| 1962  | 1968  | 1975  | 1982  | 1990  | 1999  |
| ----- | ----- | ----- | ----- | ----- | ----- |
| 2.258 | 2.767 | 3.530 | 3.579 | 4.815 | 5.177 |